# Церква Святої Тройці (Долина)
Церква Святої Тройці в Долині — парафія і храм Теребовлянського благочиння Тернопільської єпархії Православної церкви України в селі Долина Тернопільського району Тернопільської области.

## Історія церкви
У 1665 році був споруджений костел. У 1675 році під час нападу турків на містечко Янів костел зазнав значних руйнувань. Будівлю було напівзруйновано, а майно розграбовано. У радянські часи приміщення храму використовувалося як зерносховище.
Лише у 1990 році православні віряни, під керівництвом священника Павла Крицького, розпочали відновлення та перебудову костелу на православну церкву Святої Трійці. Було перекрито дах, поштукатурено стіни та організовано розпис ікон.
На церковному подвір'ї посаджені ялини та віковічні липи, встановлені святі фігури (одна з них — Пречистої Діви Марії). Частково збереглися залишки замку з круглою вежею.

## Парохи
- о. Павло Крицький (з 1990).